# オリョール
オリョール（Орёл, Oryol / Orel）は、ロシア連邦オリョール州の州都。人口は30万3169人（2021年時点）。モスクワから南南西へ360キロメートル、オカ川上流に位置する。ツルゲーネフやミハイル・バフチンの生地としても知られる。高速道路M2が通る。オリョールとは、ロシア語で鷲を意味する。

## 歴史
オカ川とオルリク川に挟まれたこの地には、考古学調査によれば12世紀以来、砦に囲まれた集落が置かれていた。当時この地は、モンゴル襲来以前の大国・チェルニゴフ公国の一部であったと考えられるが、文献には登場しておらずこの城塞都市の名前は不明である（当時はオリョールという名ではなかったと考えられる）。
13世紀、この砦はカラチェフ公国のうちのズヴェニゴロド地区の一部であった。15世紀初頭にはリトアニア大公国に征服されその一部となっているが、リトアニアまたはジョチ・ウルスの略奪を受けて住民がいなくなり放棄された。
16世紀にはモスクワ大公国の一部となったが、イヴァン4世（イヴァン雷帝）は1566年、南の国境を守るため、この地に新たな要塞を建設することを命じた。オリョールの砦は1566年の夏に建設が開始され、1567年の春には完成している。この砦は古い要塞を再利用したため雪解けの時期には水没する低地に設けられており、周囲の高地からの攻撃を受けやすく戦略的に理想的な位置にあるとはいいがたかった。しかし、再利用のため早く完工することができた。

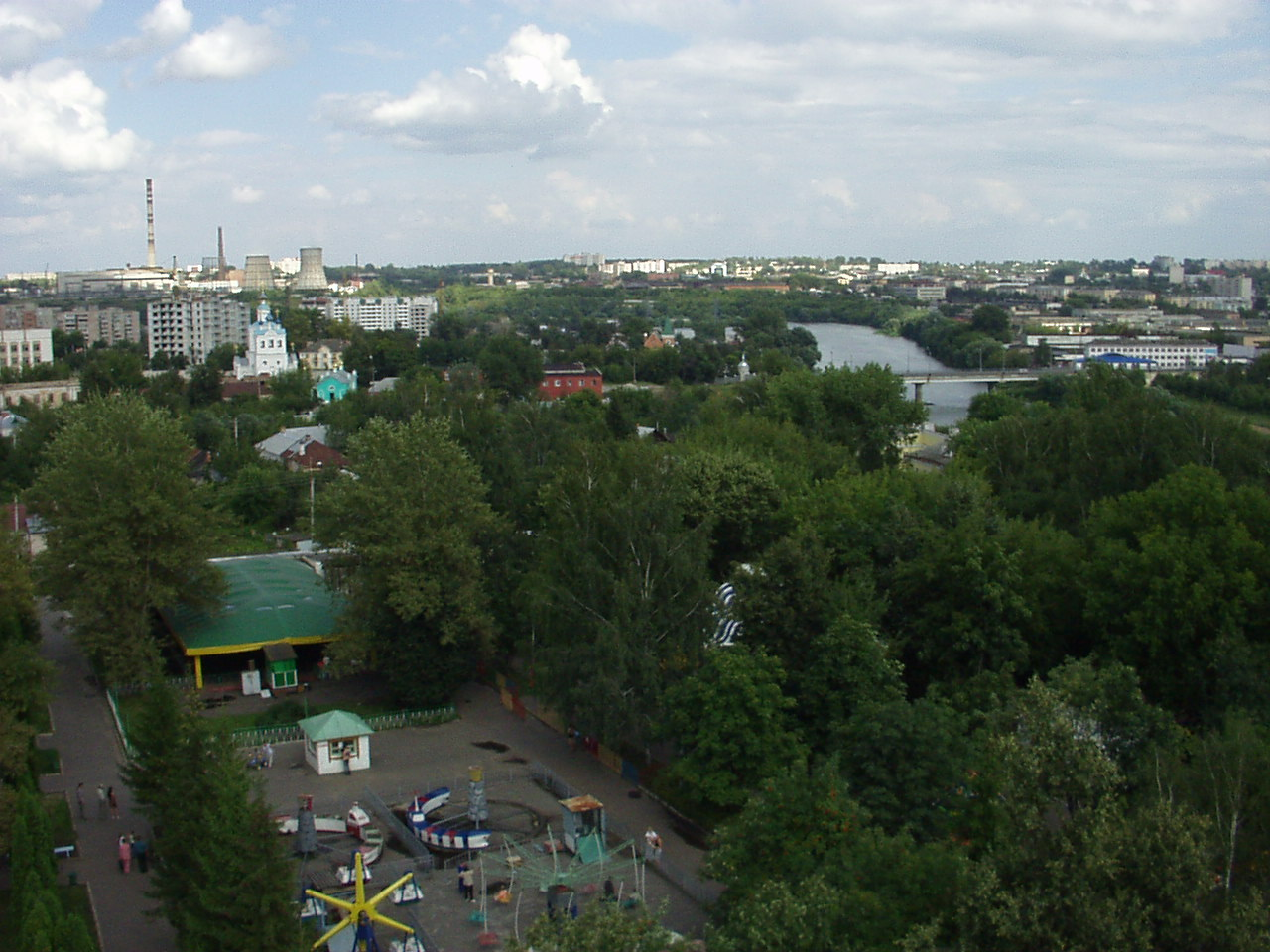
オリョール市の風景

動乱時代の1605年、偽ドミトリー1世とその軍勢はこの町を通り過ぎた。1606年にはイヴァン・ボロトニコフの農民反乱軍が通過し、1607年から1608年には偽ドミトリー2世の軍勢が冬季の宿営を行った。さらにロシア・ポーランド戦争が本格化すると、1611年と1615年にポーランド軍により略奪された。2度目の略奪の後、住民はこの砦を捨ててムツェンスクに移り、オリョールは書類上でしか存在しない町となった。
1636年にオリョールは再建された。より防衛に有利な高台に移転する計画が1670年代まで残っていたが、最終的には破棄された。クレムリ（城塞）も無用とみなされ、18世紀はじめに解体された。18世紀半ば以降、オリョールはロシア帝国の穀倉地帯の中心都市の一つとなり、鉄道が敷かれる1860年代までは、オカ川を利用した水運が穀物の輸送路となっていた。
1708年、オリョールはキエフ総督府の一部となり、1719年には総督府のもとにオリョール地区が置かれた。1727年には新設のベルゴロド県のもとに移った。1778年2月28日（新暦の3月11日）にはベルゴロド県とヴォロネジ県の一部を分割してオリョール総督（наме́стник）が作られた。1779年にオリョール市街は新たな都市計画の下で再建され、オリョール川はオルリク川（「小さな鷲」）と改名された。

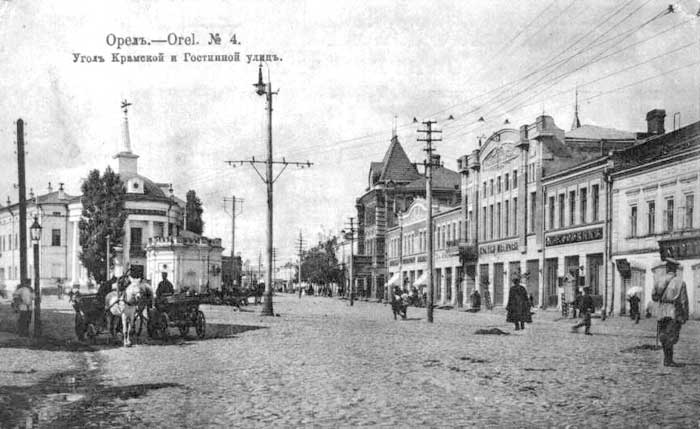
オリョール（1900年ごろ）

1917年の十月革命以後、ボルシェビキがオリョールを支配したが、1919年の10月13日から20日までのごく短期間、アントーン・デニーキン率いる白軍により占領された。1920年代から1930年代までオリョールは様々な州のもとに置かれたが、1937年9月27日に新設されたオリョール州の州都となった。
ヨシフ・スターリン政権下の大粛清では、1941年9月11日、クリスチャン・ラコフスキー、マリア・スピリドーノワ、オリガ・カーメネワほか160人の政治家・活動家らが、オリョール郊外のメドヴェージェフスキーの森で銃殺刑に処された。第二次世界大戦では、1941年10月3日にドイツ国防軍に占領され、クルスクの戦いの後の1943年8月5日に赤軍によって解放されたが、街並みは戦争で完全に破壊された。
2024年12月13日、ウクライナのドローンによる攻撃で、市内の貯油施設で爆発が発生。石油タンクなどが炎上した。

## 姉妹都市
- ラズグラト、ブルガリア 1968年
- ノキア、フィンランド 1977年
- オッフェンバッハ・アム・マイン、ドイツ 1988年
- レーワルデン、オランダ 1989年
- ウージュホロド、ウクライナ 2001年
- ブリャンスク、ロシア 2003年
- ケルチ、ロシア 2004年
- チェスケー・ブジェヨヴィツェ、チェコ 2012年

## ゆかりの人物
- イワン・ツルゲーネフ - 小説家
- ミハイル・プリーシヴィン - 作家
- ヴァシリー・カリンニコフ - 作曲家
- ヤーコフ・スヴェルドロフ - 政治家
- ミハイル・バフチン - 思想家
- デニス・メンショフ - 元サイクルロードレース選手